# Fulfillingness' First Finale
Fulfillingness' First Finale är ett musikalbum av Stevie Wonder, släppt juli 1974 på skivbolaget Motown. Första singeln, den politiska "You Haven't Done Nothin' ", blev en stor hit, och så även uppföljaren, den reggaebetonade "Boogie on Reggae Woman". Albumet är ett av Stevie Wonders mer romantiska verk, med många sånger som behandlar kärlek. Det blev etta på den amerikanska albumlistan Billboard 200 och belönades med två Grammys, bland annat för årets album.

## Låtlista
Låtar utan angiven upphovsman skrivna av Stevie Wonder.
1. "Smile Please" - 3:28
2. "Heaven Is 10 Zillion Light Years Away" - 5:02
3. "Too Shy to Say" - 3:29
4. "Boogie on Reggae Woman" - 4:56
5. "Creepin'" - 4:22
6. "You Haven't Done Nothin'" - 3:22
7. "It Ain't No Use" - 4:01
8. "They Won't Go When I Go" (Stevie Wonder/Yvonne Wright) - 5:58
9. "Bird of Beauty" - 3:48
10. "Please Don't Go" - 4:07

## Listplaceringar
| Lista (1974)   | Position            |
| -------------- | ------------------- |
| Danmark        | 10 (DR "Top 20")    |
| Finland        | 19                  |
| Kanada         | 1 (RPM)             |
| Storbritannien | 5 (UK Albums Chart) |
| Sverige        | XX* (Kvällstoppen)  |
| USA            | 1 (Billboard 200)   |
| Västtyskland   | 32                  |